# US Open de 1977
O US Open de 1977 foi um torneio de tênis disputado nas quadras de saibro do West Side Tennis Club, no distrito de Forest Hills, em Nova York, nos Estados Unidos, entre 29 de agosto a 11 de setembro. Corresponde à 10ª edição da era aberta e à 97ª de todos os tempos.

## Finais

### Profissional
| Categoria | Evento    | Campeã(s)(o/ões)                | Vice-campeã(s)(o/ões)                 | Resultado          | Chave(s)  | Chave(s)       |
| --------- | --------- | ------------------------------- | ------------------------------------- | ------------------ | --------- | -------------- |
| Simples   | Masculino | Guillermo Vilas                 | Jimmy Connors                         | 2–6, 6–3, 7–5, 6–0 | principal | qualificatório |
| Simples   | Feminino  | Chris Evert                     | Wendy Turnbull                        | 7–6, 6–2           | principal | qualificatório |
| Duplas    | Masculino | Bob Hewitt Frew McMillan        | Brian Gottfried Raúl Ramírez          | 6–4, 6–0           | principal | principal      |
| Duplas    | Feminino  | Martina Navrátilová Betty Stöve | Betty Ann Grubb Stuart Renée Richards | 6–1, 7–6           | principal | principal      |
| Duplas    | Misto     | Betty Stöve Frew McMillan       | Billie Jean King Vitas Gerulaitis     | 6–2, 3–6, 6–3      | principal | principal      |

### Juvenil
| Categoria | Evento    | Campeã(s)(o/ões)   | Vice-campeã(s)(o/ões) | Resultado     | Chave(s)  | Chave(s)       |
| --------- | --------- | ------------------ | --------------------- | ------------- | --------- | -------------- |
| Simples   | Masculino | Van Winitsky       | Eliot Telscher        | 6–4, 6–4      | principal | qualificatório |
| Simples   | Feminino  | Claudia Casabianca | Lea Antonopolis       | 6–3, 2–6, 6–2 | principal | qualificatório |